# Medaglia del partigiano della grande guerra patriottica
La medaglia del partigiano della grande guerra patriottica è stata un premio statale dell'Unione Sovietica.

## Storia
La medaglia venne istituita il 2 febbraio 1943.

## Classi
La medaglia disponeva delle seguenti classi di benemerenza:
- I classe
- II classe

| Insegne   | Insegne  |
| --------- | -------- |
|           |          |
| Nastri    |          |
| II Classe | I Classe |

## Assegnazione
La medaglia veniva assegnata a guerriglieri, ufficiali dei gruppi della guerriglia e organizzatori del movimento partigiano per premiare il servizio meritorio nell'organizzazione della guerriglia, le prestazioni coraggiose e l'eroismo nella lotta partigiana per la terra sovietica.

## Insegne
- La  medaglia era in argento per la I classe e in ottone per la II classe. Il dritto della raffigurava i busti di Lenin e Stalin con sotto la scritta "URSS" divisa da una stella a cinque punte.
- Il  nastro era verde pallido con una striscia centrale rossa per la I classe e blu per la II classe.